# Ананьинская культура
Ана́ньинская культу́ра — археологическая культура железного века, которая была распространена на территории Среднего Поволжья (от реки Ветлуги до Ульяновска) и в бассейне реки Камы с конца IX по III вв. до н. э. В Поволжье и Нижнем Прикамье следы ананьинской культуры теряются в VI в. до н. э., в остальных районах — в III—II вв. до н. э.
Название дано по первому открытому могильнику у села Ананьино близ Елабуги (Татарстан), раскопанному П. В. Алабиным и И. В. Шишкиным в 1858 году.

## География
Первые памятники культуры были обнаружены на территории Татарстана. На юго-восточной периферии ананьинские артефакты располагаются по берегам нижнего течения реки Белой, от её устья до города Бирска (Башкортостан): городища Новокабановское, Какрыкуль, Петер-Тау, Аначевское, Тра-Тау, Трикольское, Новобиктовское, поселение Бирское, могильник Таш-Елга. В Волго-Камье и более северных районах памятники культуры располагаются вплоть до Печорского Приполярья. Также известны находки следов ананьинской культуры на территории Удмуртии, Кировской и Костромской области.
Известен факт миграции носителей ананьинской культуры на северо-запад, вплоть до Белого моря и Скандинавии.

## Жилища
Известны неукреплённые поселения, городища и могильники. На поселениях и городищах найдены остатки наземных бревенчатых жилищ (площадь 10×5 м; 12х4 м). Кроме того, на поселении Конецгор обнаружены разделённые на секции длинные дома с расположенными по их продольной оси очагами.
Материальная культура Болгарского IX селища и синхронного могильника Протасы, находящихся близ деревни Болгары в окрестностях Перми, датируется III—II веками до н. э. и относится к переходному периоду от ананьинской к гляденовской культуре в Пермском Прикамье.

## Экономика
Население занималось преимущественно скотоводством, а также охотой, рыболовством и собирательством. Занятие земледелием до сих пор под вопросом, в этом направлении в данный момент ведутся исследования. Большое развитие получили чёрная и цветная металлургия, бронзолитейное и кузнечное дело, занимались и ткачеством, прядением, обработкой кости и кожи, изготовлением посуды.
Характерна круглодонная керамика с ямочным и шнуровым орнаментом. На поселениях находят много изделий из кости, связанных главным образом с охотой (различных форм наконечники стрел, гарпуны, наконечники мотыг).

## Культурные связи
Для раннего периода Ананьинской культуры было характерно сосуществование бронзовых и железных орудий труда и оружия. Известны также кремнёвые наконечники стрел и скребки. На Ананьинскую культуру оказали большое влияние культуры Кавказа (колхидо-кобанская), скифская и восточные культуры кочевников степей Евразии. Особенно значительными были связи ананьинцев с носителями культур Кавказа (многочисленные импортные изделия). Установлено, что технологические приёмы обработки железа восходят именно к кавказским традициям.

## Погребения

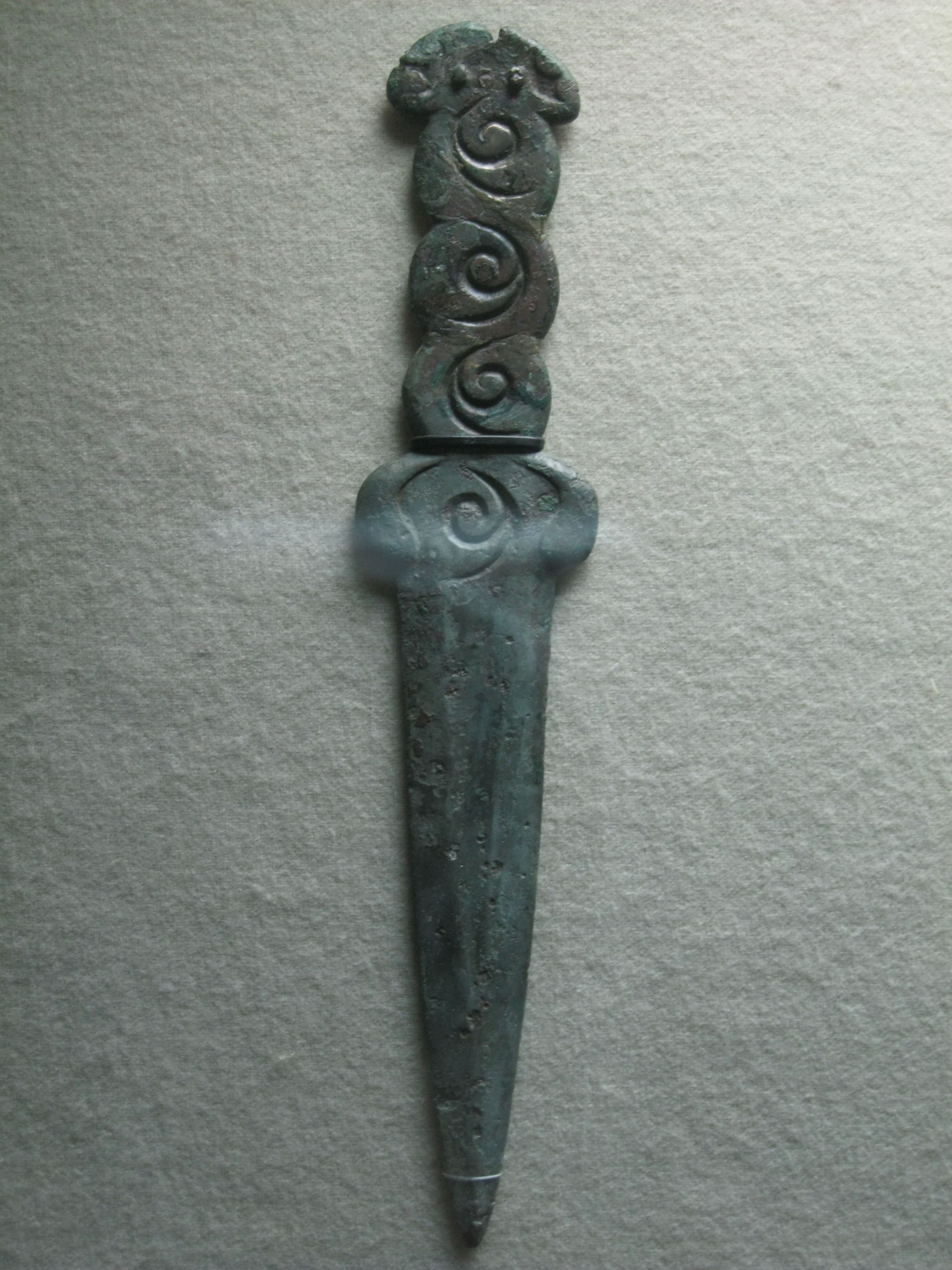
Бронзовый кинжал. Комплекс погребения «С» Ананьинского могильника. V в. до н. э.

Погребальные памятники представлены бескурганными могильниками, иногда очень обширными (Старший Ахмыловский могильник содержал более 1100 погребений). На самых ранних из них (например, I Мордовский) в стороне от могил находились группы каменных стел с изображением оружия. В VI—V вв. до н. э. их сменили стелы на могилах, иногда с изображением мужчин с оружием или без него. Господствует обряд ингумации в могилах-ямах, над которыми возводились деревянные срубы-домики. Преобладали одиночные погребения, но известны парные и коллективные, представлены расчленённые (повторные) и частичные (захоронения черепов). Погребения в ряде случаев сопровождались мясной напутственной пищей (мужчины — кониной, женщины — говядиной) и различными предметами, включая глиняные сосуды. В мужских погребениях обычно находят оружие, орудия труда (копьё, кельт, меч, кинжал, наконечники стрел, клевец) и украшения. В женских могилах встречаются украшения (браслеты, гривны, наборы из бляшек и трубочек-пронизей, нашивавшихся на кожаный головной венчик).

## Происхождение
Вопрос о происхождении ананьинской культуры на сегодняшний день остаётся дискуссионным. В 1960-х гг. дискуссия велась, в основном, о соотношении местного, позднебронзового (приказанского) и пришлого, западносибирского (черкасульского) компонентов. А. Х. Халиков предполагал «вырастание» ананьинской культуры из позднего этапа приказанской, с чем активно не соглашались О. Н. Бадер и В. П. Денисов. Главным контраргументом стало замещение европеоидного населения Среднего Поволжья монголоидным с началом Железного века и появлением Ананьинской культуры. Точку зрения о решающей роли зауральских племён в формировании ананьинской культуры отстаивал В. Ф. Генинг. Позже в качестве основы формирования вариантов ананьинской культуры стали также рассматриваться лебяжские и быргындинские древности.

## Антропологический тип
Среди ананьинцев были как ярко выраженные монголоиды: низкорослые и плосколицые, так и представители европейского типа. Находки ярко выраженных монголоидных черепов в Луговском, Ананьинском и Котловском могильниках следует связать с приходом на рубеже VII—VI веков до н. э. на территорию Среднего Поволжья нового населения из областей Северного и Центрального Предуралья.

## Язык
Ананьинцы не оставили после себя никаких письменных памятников, об их языке ничего не известно. По предположению исследователей Института археологии РАН, ананьинцы принадлежали к финно-угорской языковой группе. Есть гипотеза, отождествляющая их с тиссагетами либо с аргиппеями, о которых упоминает древнегреческий историк Геродот, помещавший их к северо-востоку от скифов и сарматов. Предположительно, в северо-восточной части ананьинской общности формировались пермяне (предки коми и удмуртов), в западной — волжские финны (предки марийцев), однако, на данный момент нет никаких генетических исследований, которые могли бы подтвердить данную гипотезу.